# Фран Пінеда
Франсиско Алехандро Пінеда Масіас (ісп. Francisco Alejandro Pineda Macías; нар. 23 березня 1988, Малага, Іспанія) — іспанський футболіст, нападник.

## Життєпис
Народився в Малазі (Андалусія). Дорослу футбольну кар'єру розпочав у сезоні 2008/09 років в «Альхуліні де ла Торре», який виступав в регіональних змаганнях. У січні 2009 року він перейшов до іншої команди чемпіонату, «Алькобендас», після чого продовжував виступати в нижчих лігах за «Атлетіко Бенамель», «Рінкон» та «Альтеа».
1 березня 2012 року вперше в кар'єрі виїхав за кордон, де підписав контракт з представником Національного дивізіону Молдови «Мілсамі». Два дні по тому дебютував на професіональному рівні, вийшов у стартовому складі, у переможному (1:0) виїзному матчі проти «Іскри-Сталі».
Влітку 2012 року повернувся до свого колишнього клубу «Альхулін де ла Торре» з Терсера Дивізіону, але в листопаді перейшов до іншого клубу вище вказного турніру, «Атлетіко Сеута». 31 січня підписав контракт із командою «УКАМ Мурсія», яка виступала в Сегунда Дивізіону Б, відзначився 5-ма голами, але не допоміг клубу уникнути пониження в класі.
21 серпня 2013 року приєднався до «Хереса», який щойно вилетів до четвертого дивізіону. У жовтні залишив команду, а 13 січня 2014 року підписав 3,5-річний контракт з «Атлетіком» (Тетуан).
5 липня 2014 року «Атлетік» надав Пінеді статус вільного агента, а 28 серпня приєднався до «Бадалони». Після того, як він рідко виступав, розірвав угоду й 16 січня наступного року приєднався до «Форментери» з четвертого дивізіону.